# SD-WAN
Una red de área extensa definida por software (SD-WAN) es una red de área extensa (WAN) que utiliza tecnología de redes definidas por software, como la comunicación a través de Internet mediante túneles superpuestos que se cifran cuando se destinan a ubicaciones internas de la organización. 
Si todos los proveedores de hardware de red admiten mensajes estándar de configuración e instalación de túneles, SD-WAN simplifica la gestión y el funcionamiento de una red WAN al desvincular el hardware de red de su mecanismo de control. Este concepto es similar a la forma en que las redes definidas por software implementan la tecnología de virtualización para mejorar la gestión y el funcionamiento de los centros de datos.  En la práctica, se utilizan protocolos propietarios para configurar y gestionar una SD-WAN, lo que significa que no hay disociación entre el hardware y su mecanismo de control.
Una aplicación clave de SD-WAN es permitir a las empresas construir redes WAN de mayor rendimiento utilizando accesos a Internet de menor coste y disponibles en el mercado, lo que permite a las empresas sustituir parcial o totalmente tecnologías de conexión WAN privadas más caras, como MPLS. 

## Historia
Las WAN fueron muy importantes para el desarrollo de las tecnologías de redes en general y durante mucho tiempo fueron una de las aplicaciones más importantes de las redes, tanto para aplicaciones militares como empresariales.  La capacidad de comunicar datos a grandes distancias fue uno de los principales factores impulsores del desarrollo de las tecnologías de comunicación de datos, ya que permitía superar las limitaciones de la distancia y acortar el tiempo necesario para intercambiar mensajes con otras partes.
Las tecnologías WAN antiguas permitían la comunicación a través de circuitos que conectaban dos o más puntos finales. Las tecnologías iniciales permitían la comunicación punto a punto a través de un circuito de baja velocidad, normalmente entre dos ubicaciones fijas. Con la evolución tecnológica, los circuitos WAN se hicieron más rápidos y flexibles. Innovaciones como la conmutación de circuitos y paquetes (en forma de comunicaciones X.25, ATM y, más tarde, Internet Protocol o Multiprotocol Label Switching) permitieron que la comunicación fuera más dinámica y soportara redes en constante crecimiento.
La necesidad de un control estricto, seguridad y calidad de servicio hizo que las empresas multinacionales fueran muy conservadoras a la hora de arrendar y explotar sus redes WAN. Las normativas nacionales restringían las empresas que podían prestar servicios locales en cada país, y eran necesarios complejos acuerdos para establecer redes verdaderamente globales. Todo eso cambió con el crecimiento de Internet, que permitió a entidades de todo el mundo conectarse entre sí. Sin embargo, durante los primeros años, la naturaleza incontrolada de Internet no se consideró adecuada ni segura para el uso privado de las empresas.
Independientemente de las cuestiones de seguridad, la conectividad a Internet se convirtió en una necesidad hasta el punto de que todas las sucursales requerían acceso a Internet. Al principio, por motivos de seguridad, las comunicaciones privadas seguían realizándose a través de la WAN, y la comunicación con otras entidades (incluidos clientes y socios) se trasladó a Internet.
A medida que Internet crecía en alcance y madurez, las empresas empezaron a evaluar cómo aprovecharla para las comunicaciones corporativas privadas. A principios de la década de 2000, la entrega de aplicaciones a través de la WAN se convirtió en un importante tema de investigación e innovación comercial. En la década siguiente, el aumento de la potencia de cálculo permitió crear dispositivos basados en software capaces de analizar el tráfico y tomar decisiones informadas en tiempo real, lo que hizo posible crear redes superpuestas a gran escala en la Internet pública que podían replicar toda la funcionalidad de las WAN heredadas, a una fracción del coste.
SD-WAN combina varias tecnologías para crear redes privadas completas, con capacidad para compartir dinámicamente el ancho de banda de la red entre los puntos de conexión.  Entre las mejoras adicionales se incluyen controladores centrales, aprovisionamiento sin intervención, análisis integrados y aprovisionamiento de circuitos a petición, con parte de la inteligencia de red basada en la nube, lo que permite la gestión centralizada de políticas y la seguridad.
Las publicaciones sobre redes empezaron a utilizar el término SD-WAN para describir esta nueva tendencia en redes ya en 2014.  Con el rápido cambio al trabajo remoto como resultado de los confinamientos y las órdenes de quedarse en casa durante la pandemia de COVID-19, SD-WAN creció en popularidad como forma de conectar a los trabajadores remotos. 

## Descripción general

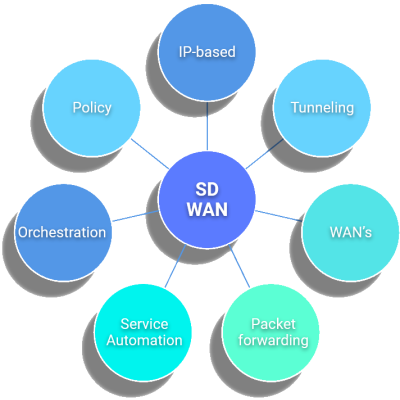
software-defined networking in a wide area network

Las WAN permiten a las empresas extender sus redes informáticas a grandes distancias, conectando sucursales remotas a centros de datos y entre sí, y suministrando las aplicaciones y servicios necesarios para realizar las funciones empresariales. Debido a las limitaciones físicas impuestas por el tiempo de propagación a grandes distancias, y a la necesidad de integrar múltiples proveedores de servicios para cubrir áreas geográficas globales (a menudo cruzando fronteras nacionales), las WAN se enfrentan a importantes retos operativos, como la congestión de la red, la variación del retardo de los paquetes, pérdida de paquetes,e incluso cortes de servicio. Las aplicaciones modernas, como las llamadas VoIP, las videoconferencias, el streaming multimedia y las aplicaciones y escritorios virtualizados, requieren baja latencia.  Las necesidades de ancho de banda también aumentan, sobre todo en aplicaciones de vídeo de alta definición. Puede resultar caro y difícil ampliar la capacidad de la WAN, con las correspondientes dificultades relacionadas con la gestión de la red y la resolución de problemas. 
Los productos SD-WAN están diseñados para abordar estos problemas de red.  Al mejorar o incluso reemplazar los enrutadores de sucursales tradicionales con dispositivos de virtualización que pueden controlar las políticas a nivel de aplicación y ofrecer una superposición de red, los enlaces de Internet menos costosos para el consumidor pueden actuar más como un circuito dedicado. Esto simplifica el proceso de configuración para el personal de la sucursal. 
Los productos SD-WAN pueden ser dispositivos físicos o basados únicamente en software. 

### Componentes
MEF Forum ha definido una arquitectura SD-WAN que consta de un borde SD-WAN, una pasarela SD-WAN, un controlador SD-WAN y un orquestador SD-WAN. 

#### Borde SD-WAN
El borde SD-WAN (en inglés SD-WAN edge) es una función de red física o virtual que se coloca en el sitio de la sucursal/regional/oficina central de una organización, centro de datos y en plataformas de nube pública o privada.  MEF Forum ha publicado la primera norma de servicios SD-WAN, MEF 70  que define las características fundamentales de un servicio SD-WAN, además de los requisitos y atributos del servicio.

#### Pasarela SD-WAN
Las pasarelas SD-WAN (en inglés SD-WAN gateways) proporcionan acceso al servicio SD-WAN para acortar la distancia a los servicios basados en la nube o al usuario, y reducir las interrupciones del servicio.  Una red distribuida de puertas de enlace puede ser incluida en un servicio SD-WAN por el proveedor o configurada y mantenida por la organización que utiliza el servicio.  Al situarse fuera de la sede, en la nube, la pasarela también reduce el tráfico de la sede.

#### Orquestador SD-WAN
El orquestador SD-WAN (en inglés SD-WAN orchestrator) es una herramienta de gestión web alojada en la nube o local que permite la configuración, el aprovisionamiento y otras funciones cuando se opera una SD-WAN. Simplifica la gestión del tráfico de aplicaciones al permitir la implementación centralizada de las políticas empresariales de una organización. 

#### Controlador SD-WAN
La funcionalidad de controlador SD-WAN ( en inglés SD-WAN Controller ), que puede estar ubicada en el orquestador o en una pasarela SD-WAN, se utiliza para tomar decisiones de reenvío para los flujos de aplicaciones. Los flujos de aplicación son paquetes IP que han sido clasificados para determinar su aplicación de usuario o agrupación de aplicaciones a las que están asociados. La agrupación de flujos de aplicación basados en un tipo común, por ejemplo, aplicaciones de conferencia, se denomina Grupo de Flujo de Aplicación en el estándar MEF 70. Según MEF 70, el borde SD-WAN clasifica los paquetes IP entrantes en la SD-WAN UNI (interfaz de red de usuario SD-WAN),  determina, mediante la clasificación del modelo OSI de Capa 2 a Capa 7, a qué flujo de aplicaciones pertenecen los paquetes IP y, a continuación, aplica las políticas para bloquear el flujo de aplicaciones o permitir que los flujos de aplicaciones se reenvíen en función de la disponibilidad de una ruta a la UNI SD-WAN de destino en un SD-WAN Edge remoto. Esto ayuda a garantizar que el rendimiento de la aplicación cumple los acuerdos de nivel de servicio (SLA).

## Características necesarias
La empresa de investigación Gartner ha definido una SD-WAN como aquella que tiene cuatro características necesarias: 
1. La capacidad de admitir múltiples tipos de conexión, como MPLS, red de fibra óptica de última milla o a través de redes celulares de alta velocidad, por ejemplo, tecnologías inalámbricas 4G LTE y 5G.
2. Capacidad de selección dinámica de rutas para compartir la carga y aumentar la resistencia.
3. Una interfaz sencilla y fácil de configurar y gestionar.
4. Capacidad para admitir VPN y servicios de terceros, como controladores de optimización de WAN, cortafuegos y pasarelas web.

## Características
Las características de las redes SD-WAN incluyen resiliencia, calidad de servicio (QoS), seguridad y rendimiento, con opciones de implementación flexibles; administración y resolución de problemas simplificadas; e ingeniería de tráfico en línea.

### Resiliencia
Una SD-WAN resilente reduce el tiempo de inactividad de la red. Para ser resilente, la tecnología debe incluir detección de interrupciones en tiempo real y conmutación automática (conmutación por error) a enlaces en funcionamiento. 

### Calidad de servicio
La tecnología SD-WAN soporta la calidad de servicio (QoS) al tener conciencia a nivel de aplicación, dando prioridad de ancho de banda a las aplicaciones más críticas. Esto puede incluir la selección dinámica de rutas, el envío de una aplicación a un enlace más rápido o incluso la división de una aplicación entre dos rutas para mejorar el rendimiento mediante una entrega más rápida. 

### Seguridad
La comunicación SD-WAN suele protegerse mediante IPsec, un elemento básico de la seguridad WAN.

### Optimización de aplicaciones
Las SD-WAN pueden mejorar la ejecución de aplicaciones mediante el almacenamiento en caché, que almacena en memoria la información a la que se ha accedido recientemente para acelerar el acceso en el futuro 

### Redes autorregenerativas
Las SD-WAN pueden incorporar inteligencia artificial para operaciones de TI (AIOps) para la solución y corrección continuas de los problemas de la red. 

### Opciones de implementación
La mayoría de los productos SD-WAN están disponibles como dispositivos preconfigurados, colocados en el extremo de la red en centros de datos, sucursales y otras ubicaciones remotas. También hay dispositivos virtuales que pueden funcionar en el hardware de red existente, o el dispositivo puede desplegarse como dispositivo virtual en la nube en entornos como Amazon Web Services (AWS), comunicaciones unificadas como servicio (UCaaS) o como software como servicio (SaaS). Esto permite a las empresas beneficiarse de los servicios SD-WAN a medida que migran la entrega de aplicaciones de los servidores corporativos a servicios basados en la nube como Salesforce.com y Google apps. 

### Administración y resolución de problemas
Al igual que ocurre con los equipos de red en general, es posible que se prefieran las interfaces gráficas de usuario (GUI) a los métodos de configuración y control de la interfaz de línea de comandos (CLI). Otras funciones administrativas beneficiosas son la selección automática de rutas, la posibilidad de configurar de forma centralizada cada dispositivo final enviando los cambios de configuración e incluso un verdadero enfoque de redes definidas por software que permite configurar de forma centralizada todos los dispositivos y dispositivos virtuales en función de las necesidades de la aplicación y no del hardware subyacente. 

### Ingeniería de tráfico en línea
Con una visión global del estado de la red, un controlador que gestione SD-WAN puede realizar una ingeniería de tráfico cuidadosa y adaptativa asignando nuevas solicitudes de transferencia según el uso actual de los recursos (enlaces). Por ejemplo, esto puede lograrse realizando un cálculo centralizado de las tasas de transmisión en el controlador y limitando las tasas en los remitentes (puntos finales) en función de dichas tasas.

## Borde de servicio de acceso seguro (SASE)
SD-WAN es un componente central de las soluciones de borde de servicio de acceso seguro (SASE) que incorporan capacidades de red y seguridad para conectar de forma más eficiente y segura entornos de trabajo distribuidos (sucursales, oficinas centrales, oficinas en casa, remotas) a aplicaciones distribuidas ubicadas en centros de datos, infraestructura de nube o suministradas por servicios SaaS. Con SASE, SD-WAN se combina con otras tecnologías de red y seguridad, incluido el agente de seguridad de acceso a la nube (CASB), Secure Web Gateway, Data Loss Prevention (DLP), Zero Trust Network Access (ZTNA), Firewall y otras capacidades para conectar y proteger a los usuarios y las aplicaciones. En diciembre de 2021, la firma de investigación Gartner estimó que para 2025, el 50% de las compras de SD-WAN formarán parte de una oferta SASE de un único proveedor 

## Tecnología complementaria

### SD-WAN frente a la optimización de WAN
Existen algunas similitudes entre la SD-WAN y la optimización de la WAN (en inglés WAN optimization), nombre que recibe el conjunto de técnicas utilizadas para aumentar la eficiencia de la transferencia de datos a través de las WAN. El objetivo de cada una de ellas es acelerar la entrega de aplicaciones entre sucursales y centros de datos, pero la tecnología SD-WAN se centra además en el ahorro de costes y la eficiencia, concretamente permitiendo que enlaces de red de menor coste realicen el trabajo de líneas alquiladas más caras, mientras que la optimización de WAN se centra directamente en mejorar la entrega de paquetes. Una SD-WAN que utilice técnicas de virtualización asistidas con control de tráfico de optimización WAN permite que el ancho de banda de la red crezca o disminuya dinámicamente según sea necesario. La tecnología SD-WAN y la optimización WAN pueden utilizarse por separado o conjuntamente, y algunos proveedores de SD-WAN están añadiendo funciones de optimización de WAN a sus productos. 

### Enrutadores de borde WAN
Un enrutador de borde WAN (en inglés WAN edge router) es un dispositivo que enruta paquetes de datos entre distintas ubicaciones WAN, dando acceso a la empresa a una red portadora. También llamado router de frontera, es distinto de un router central, que sólo envía paquetes dentro de una única red. Las SD-WAN pueden funcionar como una superposición para simplificar la gestión de los routers de borde WAN existentes, reduciendo la dependencia de los protocolos de enrutamiento.Las SD-WAN pueden funcionar como una superposición para simplificar la gestión de los enrutadores de borde WAN existentes, al reducir la dependencia de los protocolos de enrutamiento.  SD-WAN también puede ser potencialmente una alternativa a los routers WAN Edge. 

### SD-WAN frente a WAN híbrida
Las SD-WAN son similares a las WAN híbridas, y a veces los términos se utilizan indistintamente, pero no son idénticos. Una WAN híbrida consta de diferentes tipos de conexión y puede tener un componente de red definida por software (SDN), pero no tiene por qué.

### SD-WAN frente a MPLS
La SD-WAN basada en la nube ofrece funciones avanzadas, como seguridad mejorada, nube sin fisuras y compatibilidad con usuarios móviles, que se derivan de forma natural del uso de infraestructura en la nube. Como resultado, SD-WAN basada en la nube puede sustituir a MPLS, lo que permite a las organizaciones liberar recursos que antes estaban vinculados a inversiones en WAN y crear nuevas capacidades.
Un resumen en el que se analizan tres razones típicas para comparar MPLS con SD-WAN. Concretamente, cuando los equipos de TI necesitan conservar MPLS debido a compromisos contractuales y cuando la empresa migra de MPLS a una SD WAN basada en Internet.